# Gula Matari
Gula Matari è un album discografico del musicista jazz statunitense Quincy Jones, pubblicato nel 1970.

## Tracce
1. Bridge Over Troubled Water (Art Garfunkel, Paul Simon) – 5:09
2. Gula Matari (Quincy Jones) – 13:02
3. Walkin' (Richard Carpenter) – 8:02
4. Hummin' (Nat Adderley) – 8:08